# Жінка на краю часу
«Жінка на краю часу» (англ. Woman on the Edge of Time) — феміністичний науково-фантастичний роман американської письменниці та активістки Мардж Пірсі, надрукований 1976 року. Класика утопічної «спекулятивної» фантастики та феміністича класика, що досліджує проблеми радикальних рухів 60-х та 70-х: екозабруднення, патріархат, безпритульність, гомофобію, расизм, етноцентризм, сексизм, класизм, продовольчу несправедливість, каральну психіатрію, споживацтво, імперіалізм та тоталітаризм на прикладі утопічного світу.

## Сюжет
У 1970-х збіднілу 37-річну жительку іспанського Гарлему, мексиканоамериканку Консуело (Конні) Рамос несправедливо ув'язнюють в нью-йоркській психіатричній лікарні (списаній з Bellevue та інших психіатричних установ того часу) за те, що вона, захищаючи свою племінницю Доллі, вдарила сутенера, який змушував Доллі зробити (незаконний) аборт. Незадовго до цього вийшовши з попереднього добровільного психіатричного лікування після епізоду з недоглядом за дітьми і наркотиками, через який вона втратила опіку над дочкою, Рамос потрапляє в урядовий лабіринт соціального забезпечення та опіки над дітьми Нью-Йорка 1970-х.
Рамос, розумна, сприйнятлива та емпатійна, перед затриманням починає отримувати повідомлення від людини з майбутнього: молодої андрогінки Люсьєнте. Рамос зберігає дедалі реальніший зв'язок навіть під сильним наркотиком у психлікарні. Люсьєнте мандрує часом з 2137 року, в якому досягнуто низку цілей політичного та соціального порядку денного радикальних рухів кінця 60-х та початку 70-х: забруднення довкілля, патріархат, безпритульність, гомофобія, расизм, етноцентризм, сексизм, класизм, продовольча несправедливість, споживацтво, імперіалізм та тоталітаризм ефективно знищуються у цьому світі з децентралізованим урядом у вільній версії анархізму.
На фоні лікарні, де пацієнтів називають «насильницькими», «недієздатними», «ірраціональними» за їх реакції на несправедливість і жорстке класове, расове та статеве розшарування в суспільстві, люди майбутнього відчувають величезну особисту свободу і навчають одне одного самоконтролю та способам отримання безпрограшних результатів у всіх соціальних ситуаціях. Зокрема, суб'єкти волі та свободи волі, інституціоналізації розуму та втручання у вольові дії інших є ключовими для утопічного майбутнього. Люсьєнте знайомить Рамос з аграрною громадою Маттапойзетта, де дітей заохочують глибоко пізнати себе, власні розуми та емоції, практикуючи медитацію з раннього віку («у знанні»), на службу соціальній гармонії та здатності спілкуватися з іншими без панування та підлеглості.
Це безкласове, гендерно нейтральне (замість «він/вона/його/її» кажуть «пер» або «персона») суспільство, яке не підтверджує расові відмінності, детально накреслене, включаючи місця для зустрічей та обговорень, які максимально усувають різницю у владі, широко використовує технології лише для соціальних благ, замінивши ділові й корпоративні програми загальним плануванням соціальної справедливості та повагою до індивідуальності всіх людей. Суперечки між містами та регіонами вирішуються мирним шляхом обговорення та змагання ідей, заснованого на заслугах, причому сторони-переможниці зобов'язані «влаштувати велику вечірку» або в будь-який інший спосіб примиритися з переможеними, щоб підтримувати дружні стосунки.
Іноді твір акцентує на свободі особистості 1970-х: в утопічному світі кожна людина живе в приватному наметі або однокімнатному будинку, а діти розвиваються поза тілом людини і усиновлюються трьома «матерями» (будь-якої статі), які охороняють та навчають їх лише до статевого дозрівання; кожна людина обирає собі ім'я, а також може вибрати напрямок навчання, роботи та час відмови від своєї громади або приєднання до нової; повна свобода стосується й розумових та емоційних виборів — можна за власним бажанням перевірити своє тіло, вийти з еквівалента санаторію, в(и)ходити в різні види терапії, робити розумову перерву в інший спосіб, і жодна особа не має права вибрати це від імені іншої. До життєвого, професійного шляху, психічних та емоційних бажань, потреб і можливостей людини застосувуються закони: «Пер не мусить робити те, що не може робити» і «Пер мусить робити те, що потрібно робити». Смертна кара та війна вважаються крайніми та незвичними заходами.
Рамос навчається інструментам емоційного та фізичного виживання у Люсьєнте і майбутнього населення Маттапойзетта, відчуваючи, що живе у важливий час і що її дії та рішення визначать хід історії. Повільно виявляється, що утопія Люсьєнте — лише одне з можливих майбутніх. Роман показує інший варіант: майбутнє споживацьке, гіперкапіталістичне, екологічно хворе і суворо класоване, расистське та стратифіковане за статтю, де багата еліта живе на космічних платформах, домінує і експлуатує більшість населення шляхом повного контролю знань і технологій, а також особистого контролю, що поширюється на фізичне «вирощування» тіл (регулярне збирання органів) та хірургічного контролю настрою психотропними наркотиками. Жінок у цьому насильницькому, мізогінному й гомофобному світі цінують і «вирощують» виключно за зовнішній вигляд та сексуальність, а пластична хірургія, яка гротескно перебільшує жіночі статеві риси, є звичним явищем.
Роман широко критикує психіатричні заклади та госпіталізацію, висуваючи на перший проблему свободи волі і пропонуючи альтернативні шляхи до психічного здоров'я та соціальних реформ. Не поясню№ться, чи є бачення Рамос побічними продуктами її психічної нестабільності, чи це буквальна подорож у часі, але врешті конфронтація Рамос з майбутнім надихає її на жорстокий бунт проти викрадачів інституцій. Вона використовує свої вкрай обмежені засоби відчайдушним і героїчним способом, щоб запобігти розповсюдженню технології контролю розуму, яка робить можливим майбутню антиутопію, припиняючи експерименти з управління розумом і заважаючи операції лоботомії, запланованої для неї та сотень інших ув'язнених пацієнтів. Хоча революційна акція забезпечує її власне постійне ув'язнення та можливий смертний вирок і не гарантує існування майбутнього, Рамос вважає свій вчинок перемогою: «Я мертва жінка тепер теж... Але я таки боролася з ними... Я намагалася».

## Головні теми

### Соціальні трансформації
Суть утопічного бачення Пірсі — соціальна трансформація, досягнута після знищення існуючої цивілізації внаслідок деградації довкілля та війни. «Перетворення існуючого суспільства на утопію — це нестабільне , яке можна досягти лише шляхом процесу вибору та перетину кордонів». Описи утопічного Маттапойзетта підкреслюють, що колективна боротьба призвела до сталого способу життя, а колективні дії є інструментом мирного співжиття. «Найголовніше, що стосується активізму Пірсі, — це основний зв'язок між особистими діями та самою історичною зміною. Революція не є неминучою. Це процес змін, який може вимагати відповідних умов і відбуватись м'якше в певні історичні моменти, але він взагалі не відбудеться без особистої відданості та боротьби».

### Фемінізм
На думку самої Пірсі, Маттапойзетт не є утопією — «тому що він доступний. Там майже нічого немає, крім брудера, недоступного зараз. Отже, навряд чи це утопія; це скоріш за все явно не утопія, тому що це не разюче нове. Ідеї — це в основному ідеї жіночого руху». Кожна людина у Маттапойзетті має відповідника у сучасному світі Рамос, що протиставляє, отже, різницю в особистій владі, можливості самореалізації. Наприклад, її друг Скіп, якого батько віддав у психлікарню, бо він гей, нагадує їй про Джекрабіта, бісексуала, якого не лише сприймають, але він ще й дуже популярний в Маттапойзетті. На відміну від лікарні, де лікарями є чоловіки, у Маттапойзетті жінки мають особливі традиції та роль у лікуванні, а владні повноваження почергово змінюються між чоловіками і жінками. Традиційну батьківську силу нівелювали, а досвід материнства ділиться між жінками та чоловіками, оскільки розроблена технологія виношування у механічному брудері, а чоловіки можуть годувати грудьми. Материнство є обов'язком, який мають розділяти порівну кожен(-а) з батьків, незалежно від статі. «Окрім цього, критики сприйняли роман як алегорію конфлікту в наукових колах між фемінізмом та відданістю материнству». «Деконструкція владних структур продовжується на лінгвістичному рівні, де Пірсі видаляє диморфізм займенників «його» та «її», які замінено на унісекс «пер».

### ЛГБТКІА+ рівність
Ідея квір-персонажів простежується в романі на прикладі Скіпа, Кролика та Люсьєнте. Пірсі показує, як Скіп потрапляє до психіатричної лікарні через те, що він гей, демонструючи тим самим продовження боротьби інших людей. Крім того, Люсьєнте має дивні стосунки зі своєю подругою Діаною. Пірсі в цьому романі показує через боротьбу квір-персонажів, що для квір-людей існує прогрес, якого можна досягти. Конні переживає подорож у Маттіпосетт, пов'язану з квір-персонажами, оскільки вона асоціює гендерні ролі з батьками дітей. Це спростовує Лусієнте, оскільки вони мають як чоловічі, так і жіночі якості, перебуваючи у квір-стосунках. Незабаром Конні адаптується до цієї ідеї і починає приймати гомосексуальність, відкидаючи свої патріархальні ідеали сьогодення. Через зображення Пірсі адаптації Конні до гомосексуальних стосунків Маттіпуазета, він продовжує показувати точку зору Пірсі на квір-прогрес у романі.

## Літературний вплив
Ранні рецензії називали роман інтригуючим, захоплюючим та красиво написаним, полемічним та дидактичним. Утопія Мардж Пірсі відзначається тим, що «буквально втілювала кожен ідеал контркультури/руху: екологічну мудрість, спільність, андрогінність, ритуал, повагу до божевілля, безприбутковість тощо». У той час, залишивши 60-ті позаду, американські романи, як правило, розділяли постапокаліптичне питання: «якими мають бути нові соціальні та духовні механізми зараз, коли старі повністю зруйновані?». Академічні огляди відносять роман до важливої інноваційної фантастики середини 1970-х, що характерно для творів соцреалізму, які певним чином описують «нову свідомість», «хоча й не завжди використовують прийоми правдивості і незважаючи на міфічний вимір представлених [у них] героїв».
Поєднуючи феміністичні ідеали з утопічними баченнями майбутнього суспільства, заснованого на принципах спільності та рівності, Пірсі створила постапокаліптичний світ, який зробив «Жінку на краю часу» ранньою феміністичною новацією в традиційно чоловічому жанрі антиутопічної фантастики. Зображення сексуальності та стосунків між статями вже визнано корисними елементами у зображенні конфлікту між індивідуальними та суспільними вимогами. «Наприклад, уряди антиутопічних суспільств, подібні до тих, що описані в «Ми», «Прекрасному новому світі» та 1984, зосереджуються на сексуальності як вирішальній точці зусиль щодо соціального контролю. І також очевидно, що цей фокус виникає здебільшого через розуміння вище вказаними урядами [того], що сексуальність є потенційним центром потужних диверсійних енергій». «Жінка на краю часу» «тонко протиставляє утопізм Маттапойзетта з антиутопічним реалізмом реального світу Конні». Роман аналізували як атиутопію, спекулятивну фантастику та реалізм з фантастичними епізодами. «Яскравими та послідовними описами нових соціальних інститутів Пірсі відповіла на такі відомі антиутопії періоду Холодної війни, як «1984» та «Прекрасний новий світ», які нарікають, що немає можливості уявити антитоталітарне суспільство». 
Роман часто порівнюють з іншими феміністичними утопіями або антиутопічною фантастикою, такими як «Обділений» та «Ліва рука темряви» Урсули Ле Гуїн, «Жіночий чоловік» Джоанни Расс, «Страсті Нової Ів» Анджели Картер та «Оповідь служниці» Маргарет Етвуд.

## Публікації та переклади
- Piercy, Marge (1976). Woman on the Edge of Time. New York: Alfred A. Knopf. ISBN 0-394-49986-7.
- Piercy, Marge (1977). Woman on the Edge of Time. New York: Fawcett Crest. ISBN 0-449-23208-5.
- Piercy, Marge (1980). Woman on the Edge of Time. London: The Women's Press. ISBN 0-7043-3837-8.
- Piercy, Marge (1985). Woman on the Edge of Time. New York: Fawcett. ISBN 0-449-21082-0.
- Piercy, Marge (1987). Woman on the Edge of Time. London: The Women's Press. ISBN 0-7043-3837-8.
- Piercy, Marge (1987). Woman on the Edge of Time. New York: Fawcett. ISBN 0-449-21082-0.
- Piercy, Marge (1997). Woman on the Edge of Time. New York: Ballantine Books. ISBN 0-449-00094-X.
- Piercy, Marge (2000). Woman on the Edge of Time. London: The Women's Press. ISBN 0-7043-4656-7.